# Union-Gestüt Merten
Das Union-Gestüt in Merten bei Eitorf diente der Aufzucht und Pension von Vollblutpferden. Es wurde 1960 vom Union-Klub gegründet.

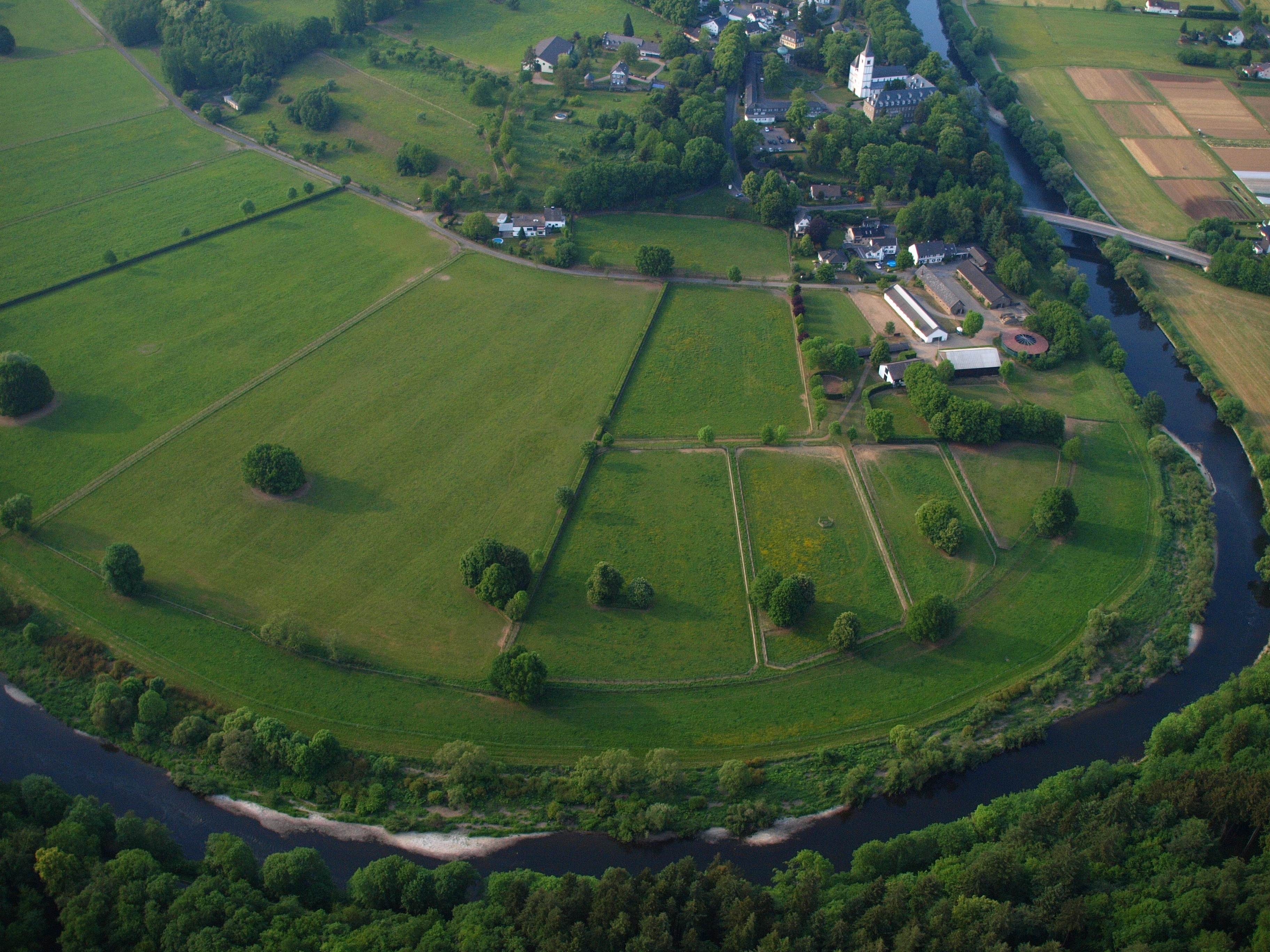
Das Union-Gestüt Merten in der Siegschleife

## Geschichte

### Union-Klub
Der Union-Klub wurde 1867 in Berlin gegründet, um in Deutschland eine Vollblutzucht aufzubauen. Mitglieder waren Züchter und Reiter des gesamten Deutschen Reiches, auch Otto von Bismarck war Mitglied.
Der Union-Klub besaß die Rennbahnen Grunewald und Hoppegarten, Trainierbahnen, ein Verwaltungsgebäude in Berlin-Mitte, das Rittergut Neuenhagen, eine Pferdeklinik und das Union-Gestüt.

### Zeit des Nationalsozialismus
1934 wurde die Rennbahn Grunewald enteignet, um hier das Olympiastadion zu bauen.
Nach dem Attentat auf Hitler 1944 wurden auch ein Dutzend der 500 Mitglieder des Union-Klubs zur Rechenschaft gezogen und hingerichtet. Viele andere verloren ebenfalls ihr Leben im Widerstand gegen den Nationalsozialismus.
Die verbliebenen Besitzungen des Union-Klubs lagen auf dem Gebiet der sowjetischen Besatzungszone und wurden später kommunistisch enteignet.

### Union-Gestüt Merten
1960 fanden sich die verbliebenen Mitglieder des Union-Clubs zusammen und gründeten das Union-Gestüt in Eitorf-Merten. Es liegt in der Siegaue unterhalb von Burg Merten. 1995 übernahm Christoph Berglar das Gestüt vom Union-Club. Von 2011 bis 2017 war das Union-Gestüt im Besitz von Stall 5-Stars. Für die Vollblüter standen 65 ha Land, 60 Pferdeboxen und eine Führanlage zur Verfügung.
Das Vollblutgestüt ist seit 2018 nicht mehr aktiv.
Danach wurde das Gestüt in eine private Pferdesportanlage mit Pensionsstall umgewandelt.